# 湿りの海
湿りの海（しめりのうみ）は、月の嵐の大洋の東南に位置する月の海の一つであり、月の表側にある。アポロ計画においてサンプルが採取されなかったため正確な年代はわからないが、ネクタリス代からインブリウム代にかけて作られた盆地であることが地質図学の観点から示されており、およそ39億年前に形成されたと推測されている。湿りの海の表面は分厚い玄武岩に覆われており、中心部の深さは3キロメートル以上と考えられている。湿りの海の北端にはガッサンディがあり、ガッサンディはアポロ17号の着陸地点の候補にも挙げられた。